# Janez Petkoš
Janez Petkoš,  slovenski pesnik in pisatelj, * 23. januar 1947, †7. januar 2023

## Življenje
Janez Petkoš se je rodil 23. januarja 1947 pri Vajnarju na Bledu, kot kajžarski sin v družini peterih otok. Po očetu je bil Gorenjec, po materi pa Belokranjec. Po poklicu je bil inženir gozdarstva in lovski tehnik. Planinsko društvo Bled je vodil od leta 1978, več kot dvajset let pa je opravljal funkcijo člana komisije za Zeleni pas na Bledu. Bil je tudi član republiškega odbora Sindikata gozdarstva Slovenije in član izvršnega odbora pri Slovenskem ekološkem gibanju. Kandidiral je tudi za blejskega župana.
Imel je tri sinove.

## Ustvarjanje
Najprej se je začel ukvarjati s pesništvom. Izdal je dve pesniški zbirki. Nato se je lotil tudi proze. Napisal je en roman in eno povest. Vsa dela je izdal v samozaložbi. Nastopal je na raznih kulturnih prireditvah po vsej Sloveniji.

## Dela
- pesniška zbirka Glas srca, misli duha (1995)
- Zbirka pesmi Ptice (1998)
- roman Zaobljuba materi (2004)
- povest Pukelček (2006)